# Église Saint-Nicolas de Vaujours
L'église Saint-Nicolas, située 1 Place de l'Eglise, à Vaujours, est une église de Seine-Saint-Denis affectée au culte catholique. Elle est consacrée à saint Nicolas.

## Histoire
Une ancienne église Saint-Nicolas existe sur cet emplacement depuis au moins 1139 lorsqu’elle est cédée au prieuré des Augustins de Saint-Victor par l’évêque de Paris, Étienne de Senlis. Au XVIIIe siècle, il s’agit d’un bâtiment de 27 m sur 11; un clocher est accolé à l’angle nord de la façade. L’église est reconstruite en 1769-1770, mais conserve le clocher.
Le pédagogue Louis Dumas y serait enterré. Le cimetière communal s'étendait devant l'église jusqu'en 1848. À sa droite se trouve encore le cimetière particulier de la famille de Maistre qui a contribué à son édification.